# Zaghawa
Gli Zaghawa sono un popolo d'Africa che vivono nella regione del Darfur (Sudan), nel Ciad, ed anche, in piccola parte, in Libia.
Etnicamente, sono relativamente vicini ai Tebu-Goranes. La loro lingua, lo zaghawa (o Beria), appartiene alla famiglia linguistica delle lingue sahariane.

## Etnonimia
A seconda delle fonti, si osservano molti varianti del nome dell'etnia: Béri, Berri, Bideyat, Habâsa, Kebadi, Merida, Soghaua, Zagaoua, Zagawa,
Zaghaoua, Zaghawas, Zeggaoua, Zeghawa, Zogaoua, Zogawa, Zoghawa, Zorhaua, Zorhawa.

## Demografia

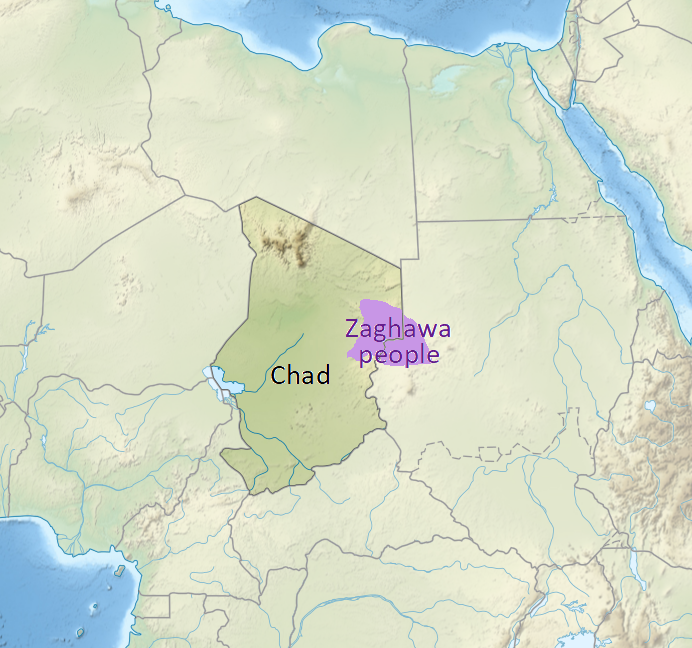
La regione abitata dagli Zaghawa

In Ciad formano circa l'1,1 % della popolazione, e vivono nelle seguenti regioni: 
- Ennedi Est
- Ennedi Ovest
- Biltine
- Dar Tama
Nel Sudan, vivono principalmente nella regione del Darfour, in particolare a Touèr, Darghala ed Eimbirou.
Tutti i clan Zaghawa sono nomadi, ma ognuno ha una regione che viene frequentata più spesso e che sentono come terra d'origine.

## Clan
I Touba/Bideyat vivevano principalmente nel Ciad, nello Wadi Hawar, e, in Sudan, nel Darfur settentrionale. A causa della scarsezza di pascoli e d'acqua, molti di loro sono dovuti emigrare nella regione del Dar Tama (Ciad).

## Gli Zaghawa e la politica ciadiana

Bandiera usata dai nazionalisti zaghawa

In Ciad, gli Zaghawa hanno tenuto le redini del comando da quando è arrivato al potere l'attuale (2020) presidente: Idriss Déby Itno, nel dicembre 1990. Infatti, gli Zaghawa formavano il nucleo delle truppe del presidente Idriss Déby al momento della presa di potere con la forza contro Hissène Habré.
Si sono avute, in seguito, delle guerre intrazaghawa: molti Zaghawas, che costituivano il grosso delle forze d'élite dell'esercito del Ciad, avevano disertato (a volte definitivamente, a volte temporaneamente) coi loro armamenti per allearsi coi ribelli che lottavano contro il regime di Deby. Dopo molti combattimenti nel 2008, la maggior parte dei ribelli hanno firmato un trattato di pace col presidente rientrando nel paese.